# アメリカ合衆国通商代表
アメリカ合衆国通商代表（アメリカがっしゅうこくつうしょうだいひょう、英: United States Trade Representative、略称: USTR）は、アメリカ合衆国通商代表部の長。閣僚級ポストで大統領に直属。大使の資格を持ち、外交交渉権限を与えられている。
1962年にケネディ大統領の行政命令 により、特別通商代表（Special Trade Representative; STR）として設置され、1974年通商法第141条（19　U.S.C.§2171）により、法律に基づくものになった。更に1979年再編成計画第3号（REORGANIZATION PLAN NO. 3 OF 1979） により1980年10月1日よりアメリカ合衆国通商代表と改称された。
なお、USTRという語には、代表（Representative）が含まれているので、日本の報道で「USTR代表」としているの は誤用である。

## 歴代通商代表
| 代 | 氏名                               | 在任期間 | 在任期間 | 大統領                   |
| 代 | 氏名                               | 就任     | 退任     | 大統領                   |
| -- | ---------------------------------- | -------- | -------- | ------------------------ |
| 1  | クリスティアン・ハーター           | 1962年   | 1966年   | ジョン・ケネディ         |
| 2  | ウィリアム・ロス                   | 1967年   | 1969年   | リンドン・ジョンソン     |
| 3  | カール・ギルバート                 | 1969年   | 1971年   | リチャード・ニクソン     |
| 4  | ウィリアム・エバリー               | 1971年   | 1975年   | リチャード・ニクソン     |
| 5  | フレデリック・デント               | 1975年   | 1977年   | ジェラルド・フォード     |
| 6  | ロバート・シュワーズ・ストラウス   | 1977年   | 1979年   | ジミー・カーター         |
| 7  | ルービン・オドノヴァン・アスキュー | 1979年   | 1981年   | ジミー・カーター         |
| 8  | ビル・ブロック                     | 1981年   | 1985年   | ロナルド・レーガン       |
| 9  | クレイトン・キース・ヤイター       | 1985年   | 1989年   | ロナルド・レーガン       |
| 10 | カーラ・アンダーソン・ヒルズ       | 1989年   | 1993年   | ジョージ・H・W・ブッシュ |
| 11 | ミッキー・カンター                 | 1993年   | 1997年   | ビル・クリントン         |
| 12 | シャリーン・バーシェフスキー       | 1997年   | 2001年   | ビル・クリントン         |
| 13 | ロバート・ゼーリック               | 2001年   | 2005年   | ジョージ・W・ブッシュ    |
| 14 | ロブ・ポートマン                   | 2005年   | 2006年   | ジョージ・W・ブッシュ    |
| 15 | スーザン・シュワブ                 | 2006年   | 2009年   | ジョージ・W・ブッシュ    |
| 16 | ロン・カーク                       | 2009年   | 2013年   | バラク・オバマ           |
| 17 | マイケル・フロマン                 | 2013年   | 2017年   | バラク・オバマ           |
| -  | マリア・ペイガン（代理）           | 2017年   | 2017年   | ドナルド・トランプ       |
| -  | ステファン・ヴォーン（代理）       | 2017年   | 2017年   | ドナルド・トランプ       |
| 18 | ロバート・ライトハイザー           | 2017年   | 2021年   | ドナルド・トランプ       |
| -  | マリア・ペイガン（代理）           | 2021年   | 2021年   | ジョー・バイデン         |
| 19 | キャサリン・タイ                   | 2021年   | 2025年   | ジョー・バイデン         |
| -  | フアン・ミラン（代理）             | 2025年   | 2025年   | ドナルド・トランプ       |
| 20 | ジェイミソン・グリア               | 2025年   |          | ドナルド・トランプ       |